# Seznam polkov po zaporednih številkah (650. - 699.)
Seznam polkov po zaporednih številkah - polki od 650. do 699.

## 650. polk
Pehotni
- 650. strelski polk (ZSSR)
- 650. pehotni polk (Wehrmacht)

Artilerijski
- 650. lahki artilerijski polk (ZSSR)
- 650. artilerijski polk (Wehrmacht)

## 651. polk
Pehotni
- 651. strelski polk (ZSSR)
- 651. pehotni polk (Wehrmacht)

Artilerijski
- 651. protioklepni artilerijski polk (ZSSR)
- 651. artilerijski polk (Wehrmacht)

## 652. polk
Pehotni
- 652. strelski polk (ZSSR)
- 652. pehotni polk (Wehrmacht)
- 652. grenadirski polk (Wehrmacht)

Artilerijski
- 652. havbični artilerijski polk (ZSSR)
- 652. artilerijski polk (Wehrmacht)

## 653. polk
Pehotni
- 653. strelski polk (ZSSR)
- 653. pehotni polk (Wehrmacht)
- 653. grenadirski polk (Wehrmacht)

Artilerijski
- 653. havbični artilerijski polk (ZSSR)
- 653. artilerijski polk (Wehrmacht)

## 654. polk
Pehotni
- 654. strelski polk (ZSSR)
- 654. pehotni polk (Wehrmacht)

Artilerijski
- 654. protioklepni artilerijski polk (ZSSR)
- 654. artilerijski polk (Wehrmacht)

## 655. polk
Pehotni
- 655. strelski polk (ZSSR)
- 655. pehotni polk (Wehrmacht)

Artilerijski
- 655. artilerijski polk (ZSSR)

## 656. polk
Pehotni
- 656. strelski polk (ZSSR)
- 656. pehotni polk (Wehrmacht)

Artilerijski
- 656. artilerijski polk (ZSSR)
- 656. artilerijski polk (Wehrmacht)

## 657. polk
Pehotni
- 657. strelski polk (ZSSR)
- 657. pehotni polk (Wehrmacht)
- 657. grenadirski polk (Wehrmacht)

Artilerijski
- 657. artilerijski polk (ZSSR)

## 658. polk
Pehotni
- 658. strelski polk (ZSSR)
- 658. pehotni polk (Wehrmacht)
- 658. grenadirski polk (Wehrmacht)

Artilerijski
- 658. artilerijski polk (ZSSR)
- 658. artilerijski polk (Wehrmacht)

## 659. polk
Pehotni
- 659. strelski polk (ZSSR)
- 659. pehotni polk (Wehrmacht)
- 659. grenadirski polk (Wehrmacht)

Artilerijski
- 659. artilerijski polk (ZSSR)

## 660. polk
Pehotni
- 660. strelski polk (ZSSR)
- 660. pehotni polk (Wehrmacht)
- 660. grenadirski polk (Wehrmacht)

Artilerijski
- 660. artilerijski polk (ZSSR)

## 661. polk
Pehotni
- 661. strelski polk (ZSSR)
- 661. pehotni polk (Wehrmacht)
- 661. grenadirski polk (Wehrmacht)

Artilerijski
- 661. lahki artilerijski polk (ZSSR)
- 661. artilerijski polk (Wehrmacht)

## 662. polk
Pehotni
- 662. strelski polk (ZSSR)
- 662. pehotni polk (Wehrmacht)
- 662. grenadirski polk (Wehrmacht)

Artilerijski
- 662. artilerijski polk (ZSSR)

## 663. polk
Pehotni
- 663. strelski polk (ZSSR)
- 663. pehotni polk (Wehrmacht)
- 663. grenadirski polk (Wehrmacht)

Artilerijski
- 663. artilerijski polk (ZSSR)
- 663. artilerijski polk (Wehrmacht)

## 664. polk
Pehotni
- 664. strelski polk (ZSSR)
- 664. pehotni polk (Wehrmacht)
- 664. grenadirski polk (Wehrmacht)

Artilerijski
- 664. lahki artilerijski polk (ZSSR)

Inženirski/Pionirski
- 664. pionirski polk (Wehrmacht)

## 665. polk
Pehotni
- 665. strelski polk (ZSSR)
- 665. pehotni polk (Wehrmacht)
- 665. grenadirski polk (Wehrmacht)

Artilerijski
- 665. topniški artilerijski polk (ZSSR)

Inženirski/Pionirski
- 665. pionirski polk (Wehrmacht)

## 666. polk
Pehotni
- 666. strelski polk (ZSSR)
- 666. pehotni polk (Wehrmacht)
- 666. grenadirski polk (Wehrmacht)

Artilerijski
- 666. lahki artilerijski polk (ZSSR)

## 667. polk
Pehotni
- 667. strelski polk (ZSSR)
- 667. pehotni polk (Wehrmacht)
- 667. grenadirski polk (Wehrmacht)

Artilerijski
- 667. artilerijski polk (ZSSR)

Inženirski/Pionirski
- 667. pionirski polk za posebne namene (Wehrmacht)

## 668. polk
Pehotni
- 668. strelski polk (ZSSR)
- 668. pehotni polk (Wehrmacht)
- 668. grenadirski polk (Wehrmacht)

Artilerijski
- 668. lahki artilerijski polk (ZSSR)
- 668. artilerijski polk (Wehrmacht)

## 669. polk
Pehotni
- 669. strelski polk (ZSSR)
- 669. pehotni polk (Wehrmacht)
- 669. grenadirski polk (Wehrmacht)

Artilerijski
- 669. lahki artilerijski polk (ZSSR)
- 669. artilerijski polk (Wehrmacht)

Inženirski/Pionirski
- 669. pionirski polk (Wehrmacht)

## 670. polk
Pehotni
- 670. strelski polk (ZSSR)
- 670. pehotni polk (Wehrmacht)
- 670. grenadirski polk (Wehrmacht)

Artilerijski
- 670. protioklepni artilerijski polk (ZSSR)
- 670. artilerijski polk (Wehrmacht)

## 671. polk
Pehotni
- 671. strelski polk (ZSSR)
- 671. pehotni polk (Wehrmacht)
- 671. grenadirski polk (Wehrmacht)

Artilerijski
- 671. artilerijski polk (ZSSR)
- 671. artilerijski polk (Wehrmacht)

## 672. polk
Pehotni
- 672. strelski polk (ZSSR)
- 672. pehotni polk (Wehrmacht)
- 672. grenadirski polk (Wehrmacht)

Artilerijski
- 672. artilerijski polk (ZSSR)

## 673. polk
Pehotni
- 673. strelski polk (ZSSR)
- 673. pehotni polk (Wehrmacht)
- 673. grenadirski polk (Wehrmacht)

Artilerijski
- 673. artilerijski polk (ZSSR)

Inženirski/Pionirski
- 673. pionirski polk za posebne namene (Wehrmacht)

## 674. polk
Pehotni
- 674. strelski polk (ZSSR)
- 674. pehotni polk (Wehrmacht)

Artilerijski
- 674. protioklepni artilerijski polk (ZSSR)

Inženirski/Pionirski
- 674. pionirski polk za posebne namene (Wehrmacht)

## 675. polk
Pehotni
- 675. strelski polk (ZSSR)
- 675. pehotni polk (Wehrmacht)

Artilerijski
- 675. artilerijski polk (ZSSR)

## 676. polk
Pehotni
- 676. strelski polk (ZSSR)
- 676. pehotni polk (Wehrmacht)
- 676. grenadirski polk (Wehrmacht)

Artilerijski
- 676. lahki artilerijski polk (ZSSR)

## 677. polk
Pehotni
- 677. strelski polk (ZSSR)
- 677. pehotni polk (Wehrmacht)
- 677. grenadirski polk (Wehrmacht)

Artilerijski
- 677. lahki artilerijski polk (ZSSR)
- 677. artilerijski polk (Wehrmacht)

Inženirski/Pionirski
- 677. pionirski polk za posebne namene (Wehrmacht)

## 678. polk
Pehotni
- 678. strelski polk (ZSSR)
- 678. pehotni polk (Wehrmacht)
- 678. grenadirski polk (Wehrmacht)

Artilerijski
- 678. lahki artilerijski polk (ZSSR)

Inženirski/Pionirski
- 678. pionirski polk za posebne namene (Wehrmacht)

## 679. polk
Pehotni
- 679. strelski polk (ZSSR)
- 679. pehotni polk (Wehrmacht)
- 679. grenadirski polk (Wehrmacht)

Artilerijski
- 679. protioklepni artilerijski polk (ZSSR)

Inženirski/Pionirski
- 679. pionirski polk (Wehrmacht)

## 680. polk
Pehotni
- 680. strelski polk (ZSSR)
- 680. pehotni polk (Wehrmacht)
- 680. grenadirski polk (Wehrmacht)

Artilerijski
- 680. protioklepni artilerijski polk (ZSSR)

Inženirski/Pionirski
- 680. pionirski polk za posebne namene (Wehrmacht)

## 681. polk
Pehotni
- 681. strelski polk (ZSSR)
- 681. pehotni polk (Wehrmacht)
- 681. grenadirski polk (Wehrmacht)

Artilerijski
- 681. protioklepni artilerijski polk (ZSSR)

Inženirski/Pionirski
- 681. pionirski polk (Wehrmacht)

## 682. polk
Pehotni
- 682. strelski polk (ZSSR)
- 682. pehotni polk (Wehrmacht)
- 682. grenadirski polk (Wehrmacht)

Artilerijski
- 682. havbični artilerijski polk (ZSSR)

## 683. polk
Pehotni
- 683. strelski polk (ZSSR)
- 683. pehotni polk (Wehrmacht)
- 683. grenadirski polk (Wehrmacht)

Artilerijski
- 683. lahki artilerijski polk (ZSSR)

Inženirski/Pionirski
- 683. pionirski polk za posebne namene (Wehrmacht)

## 684. polk
Pehotni
- 684. strelski polk (ZSSR)
- 684. pehotni polk (Wehrmacht)
- 684. grenadirski polk (Wehrmacht)

Artilerijski
- 684. lahki artilerijski polk (ZSSR)

## 685. polk
Pehotni
- 685. strelski polk (ZSSR)
- 685. pehotni polk (Wehrmacht)
- 685. grenadirski polk (Wehrmacht)

Artilerijski
- 685. polk korpusne artilerije (ZSSR)

Inženirski/Pionirski
- 685. pionirski polk (motoriziran)

## 686. polk
Pehotni
- 686. strelski polk (ZSSR)
- 686. pehotni polk (Wehrmacht)
- 686. grenadirski polk (Wehrmacht)

Artilerijski
- 686. artilerijski polk (ZSSR)

Inženirski/Pionirski
- 686. pionirski polk za posebne namene (Wehrmacht)

## 687. polk
Pehotni
- 687. strelski polk (ZSSR)
- 687. pehotni polk (Wehrmacht)
- 687. grenadirski polk (Wehrmacht)

Artilerijski
- 687. havbični artilerijski polk (ZSSR)

## 688. polk
Pehotni
- 688. strelski polk (ZSSR)
- 688. pehotni polk (Wehrmacht)
- 688. grenadirski polk (Wehrmacht)

Artilerijski
- 688. havbični artilerijski polk (ZSSR)

## 689. polk
Pehotni
- 689. strelski polk (ZSSR)
- 689. pehotni polk (Wehrmacht)
- 689. grenadirski polk (Wehrmacht)

Artilerijski
- 689. artilerijski polk (ZSSR)

## 690. polk
Pehotni
- 690. strelski polk (ZSSR)
- 690. pehotni polk (Wehrmacht)
- 690. grenadirski polk (Wehrmacht)

Artilerijski
- 690. artilerijski polk (ZSSR)

Inženirski/Pionirski
- 690. pionirski polk za posebne namene (motoriziran)

## 691. polk
Pehotni
- 691. strelski polk (ZSSR)
- 691. pehotni polk (Wehrmacht)
- 691. grenadirski polk (Wehrmacht)

Artilerijski
- 691. lahki artilerijski polk (ZSSR)

## 692. polk
Pehotni
- 692. strelski polk (ZSSR)
- 692. pehotni polk (Wehrmacht)
- 692. grenadirski polk (Wehrmacht)

Artilerijski
- 692. artilerijski polk (ZSSR)

## 693. polk
Pehotni
- 693. strelski polk (ZSSR)
- 693. pehotni polk (Wehrmacht)
- 693. grenadirski polk (Wehrmacht)

Artilerijski
- 693. lahki artilerijski polk (ZSSR)

## 694. polk
Pehotni
- 694. strelski polk (ZSSR)
- 694. pehotni polk (Wehrmacht)
- 694. grenadirski polk (Wehrmacht)

Artilerijski
- 694. artilerijski polk (ZSSR)
- 694. artilerijski polk (Wehrmacht)

## 695. polk
Pehotni
- 695. strelski polk (ZSSR)
- 695. pehotni polk (Wehrmacht)
- 695. grenadirski polk (Wehrmacht)

Artilerijski
- 695. havbični artilerijski polk (ZSSR)

## 696. polk
Pehotni
- 696. strelski polk (ZSSR)
- 696. pehotni polk (Wehrmacht)
- 696. grenadirski polk (Wehrmacht)

Artilerijski
- 696. protioklepni artilerijski polk (ZSSR)

## 697. polk
Pehotni
- 697. strelski polk (ZSSR)
- 697. pehotni polk (Wehrmacht)
- 697. grenadirski polk (Wehrmacht)

Artilerijski
- 697. protioklepni artilerijski polk (ZSSR)
- 697. artilerijski polk (Wehrmacht)
- 697. obalni artilerijski polk kopenske vojske (Wehrmacht)

## 698. polk
Pehotni
- 698. strelski polk (ZSSR)
- 698. pehotni polk (Wehrmacht)
- 698. grenadirski polk (Wehrmacht)

Artilerijski
- 698. protioklepni artilerijski polk (ZSSR)

## 699. polk
Pehotni
- 699. strelski polk (ZSSR)
- 699. pehotni polk (Wehrmacht)
- 699. grenadirski polk (Wehrmacht)

Artilerijski
- 699. protioklepni artilerijski polk (ZSSR)